# Федино (городской округ Солнечногорск)
Федино — деревня в Московской области России. Входит в городской округ Солнечногорск. Население — 0 чел. (2010).

## География
Деревня Федино расположена на севере Московской области, в северной части округа, примерно в 14 км к северо-востоку от центра города Солнечногорска, у границы с Дмитровским районом. Восточнее деревни протекает река Лутосня бассейна Дубны. Ближайший населённый пункт — деревня Захарьино.

## Население
| 1852 | 1859 | 1890 | 1899 | 1926 | 1966 | 1998 |
| ---- | ---- | ---- | ---- | ---- | ---- | ---- |
| 174  | ↘73  | ↘69  | ↗80  | ↗82  | ↘30  | ↘1   |
| 2002 | 2010 |      |      |      |      |      |
| ↘0   | →0   |      |      |      |      |      |

## История
Федина, деревня 1-го стана, Новосильцовой, Прасковьи Александровны, действительного статского советника, крестьян 90 душ мужского пола, 84 женского, 10 дворов, 75 верст от столицы, 20 от уездного города, близ Дмитровского тракта.— Нистрем К. Указатель селений и жителей уездов Московской губернии, 1852 г.
В «Списке населённых мест» 1862 года — владельческая деревня 1-го стана Клинского уезда Московской губернии от города Клина по правую сторону Дмитровского тракта, в 15 верстах от уездного города и 20 верстах от становой квартиры, при колодце, с 10 дворами и 73 жителями (32 мужчины, 41 женщина).
По данным на 1890 год — деревня Солнечногорской волости Клинского уезда с 69 душами населения, в 1899 году — деревня Вертлинской волости Клинского уезда, проживало 80 жителей.
В 1913 году — 13 дворов.
По материалам Всесоюзной переписи населения 1926 года — деревня Захарьинского сельсовета Вертлинской волости Клинского уезда в 5,3 км от Рогачёвского шоссе и 16,7 км от станции Подсолнечная Октябрьской железной дороги, проживало 82 жителя (34 мужчины, 48 женщин), насчитывалось 17 крестьянских хозяйств.
С 1929 года — населённый пункт в составе Солнечногорского района Московского округа Московской области. Постановлением ЦИК и СНК от 23 июля 1930 года округа как административно-территориальные единицы были ликвидированы.
1929—1939 гг. — центр Фединского сельсовета Солнечногорского района.
1939—1954 гг. — деревня Мостовского сельсовета Солнечногорского района.
1954—1957, 1960—1963, 1965—1972 гг. — деревня Елизаровского сельсовета Солнечногорского района.
1957—1960 гг. — деревня Елизаровского сельсовета Химкинского района.
1963—1965 гг. — деревня Елизаровского сельсовета Солнечногорского укрупнённого сельского района.
1972—1976 гг. — деревня Таракановского сельсовета Солнечногорского района.
1976—1994 гг. — деревня Вертлинского сельсовета Солнечногорского района.
С 1994 до 2006 гг. деревня входила в Вертлинский сельский округ Солнечногорского района.
С 2005 до 2019 гг. деревня включалась в городское поселение Солнечногорск Солнечногорского муниципального района.
С 2019 года деревня входит в городской округ Солнечногорск.